# هرسشو (کارولینای شمالی)
هرسشو (به انگلیسی: Horse Shoe) یک محدوده ثبت‌نشده در شهرستان هندرسون ایالت کارولینای شمالی کشور ایالات متحده آمریکا است که جمعیت آن در سرشماری سال ۲۰۱۰ میلادی، ۲٬۳۵۱ نفر بوده‌است.